# メチレン基

メチレン基の構造式

メチレン基（メチレンき、methylene group）とは、有機化学における2価の基の一種。メタンから水素が2個取り除かれた構造にあたる。

## 構造
構造は -CH2- または =CH2 の形で表される。前者は結合している原子が2個、後者は1個の場合である。後者の場合は特にメチリデン基 (methylidene group) と呼ばれることもある。
塩化メチレン (CH2Cl2) はメチレン基の2価の結合手が2個の塩素とつながった化合物である。

## メチレン化
メチレン基を導入する反応をメチレン化反応と呼ぶ。
ケトンやアルデヒドに対してテッベ試薬を作用させるとカルボニル酸素がメチレン基で置き換わったアルケンを得ることができる。
アルケンに対してカルベン種 CH: を作用させるとメチレン化した生成物としてシクロプロパン誘導体が得られる。
同様の変換はジヨードメタンと亜鉛を用いるシモンズ・スミス反応によっても行える。このときは "IZnCH2I" という有機亜鉛中間体が活性種となる。
ヨウ化トリメチルスルホニウム ((CH3)3S+I−) に塩基を作用させて硫黄イリド ((CH3)2S+CH2−) を発生させ、そこへカルボニル化合物を作用させると C=O 二重結合がメチレン架橋されたエポキシドが得られる。この反応はコーリー・チャイコフスキー反応と呼ばれる。イミンをアジリジンに変えることもできる。